# Donja Bišnja
Donja Bišnja (cyr. Доња Бишња) – wieś w Bośni i Hercegowinie, w Republice Serbskiej, w gminie Derventa. W 2013 roku liczyła 133 mieszkańców.